# Järkvissle
Järkvissle – miejscowość (småort) w Szwecji w gminie Sundsvall w regionie Västernorrland. Około 73 mieszkańców.